# Марум и Бенбоу
Марум и Бенбоу са двата най-големи вулкана на остров Амбрим, Нови Хебриди, с координати 16°15' ю.ш и 168°7' и.д. в Тихи океан.
„Черният“ остров на Вануату представлява огромна, почти триъгълна масивна вулканична скала от туф и базалт, извисяваща се над морето на повече от километър. Центърът на острова е зает от огромната калдера на древен вулкан с диаметър около 12 km, с двата големи кратера Марум (1270 m) и Бенбоу (1160 m) и няколко по-малки.
Преди няколко хиляди години вулканът се взривява с такава сила, че около 30 km3 вулканична пепел са вдигнати в атмосферата на височина около 7 km, което изменя климата на планетата за няколко години.
Вулканичната активност на Марума и Бенбоу не намалява вече няколкостотин години. През 1774 г. са фиксирани 48 големи изригвания. Последното голямо изригване през 1913 г. убива няколкостотин души, разрушава град Порт Вато, образува колосален разлом по продължение на целия остров с посока изток–запад, образува цял ред плоскодънни кратери тип „маар“ и оставя като напомняне за този катаклизъм изстинал поток от лава с дължина 16 km и ширина 180 m.
Днес Марума и Бенбоу все още са активни и в двата кратера се наблюдават постоянно бушуващи езера от лава. Образуваната обширна равна плоскост е лишена от растителност, докато останалата част от острова е покрита с богата флора, тъй като плодородната вулканична почва способства бурния и ̀разстеж.